# Obediência

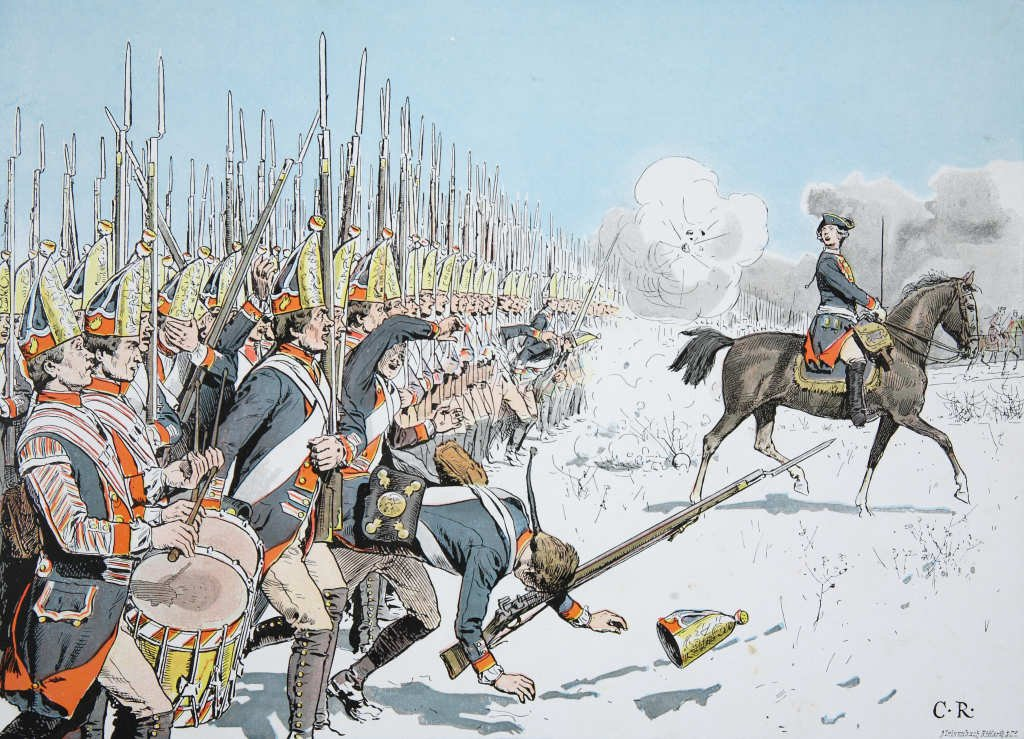
A infantaria prussiana avança em Leuthen sob pesado fogo inimigo, na Guerra dos Setes Anos, em completa obediência a seus oficiais.

A obediência (do latim oboedire = escutar com atenção, de OB, “atenção”, + AUDIRE, “escutar”) pode ser classificada como uma das virtudes e se define como um comportamento pelo qual um ser aceita as ordens dadas por outro.
O termo obediência, tal como a ação de obedecer, conduz da escuta atenta à ação, que pode ser puramente passiva ou exterior ou, pelo contrário, provocar uma profunda atitude interna de resposta.
Obedecer a requisitos ou proibições realiza-se por meio de consequentes ações apropriadas ou omissões. Obedecer implica, em diverso grau, a subordinação da vontade a uma autoridade, o acatamento de uma instrução, o cumprimento de um pedido e a abstenção de algo que é proibido. 
A figura da autoridade que merece obediência pode ser, ante todo, uma pessoa ou uma comunidade, mas também uma ideia convincente, uma doutrina ou uma ideologia e, em grau superior, a própria consciência e, para os cristãos, Deus.
Podem destacar-se vários tipos e níveis de obediência:

## Obediência militar
A obediência militar trata do acatamento de instruções no decurso de um código de vida e de conduta preparado para responder aos conflitos ou crises sociais ou políticas e, em casos extremos, à guerra. A desobediência militar implica consequentemente severas sanções já que significa frequentemente um risco para a segurança dos outros ou dos interesses colectivos. No entanto, a desobediência, neste plano, se pode dever por razões legais, éticas e/ou religiosas. Na Itália produziu-se um debate intenso em relação à obediência militar na raiz da Lei de obediência devida. A contraposição entre as ordens emanadas em circunstâncias de tensão foi reflectida no drama literário “O príncipe de Hamburgo” por Heinrich de Kleist.

## Obediênciainfantil

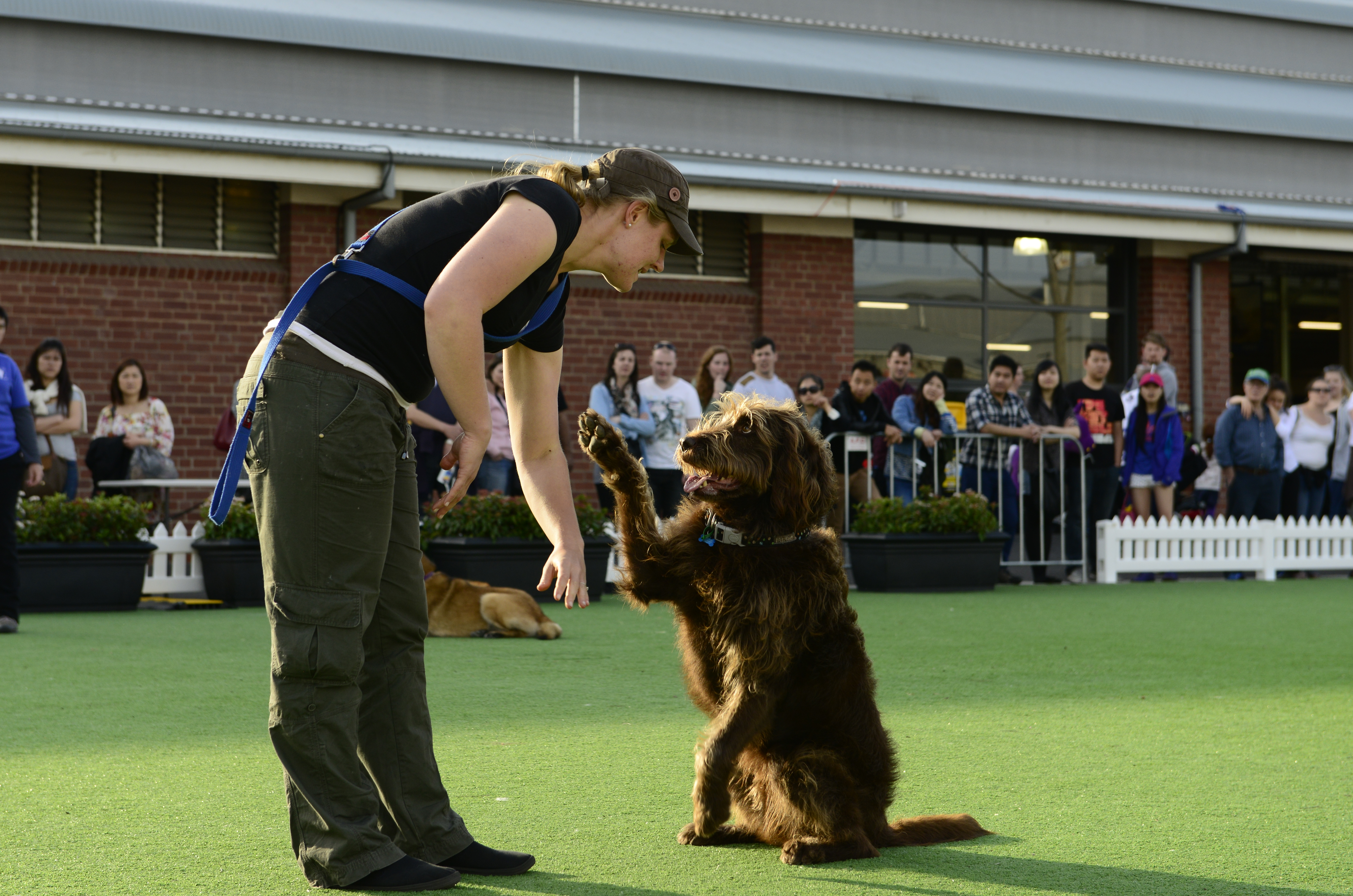
Exemplo de cão obedecendo aos comandos da sua tratadora durante uma competição de obediência em Melbourne, na Austrália.

O nível de obediência é algo muito variável nas crianças. Há correntes pedagógicas que defendem que a obediência é mais bem conseguida pelo convencimento, ou seja, a ordem deve ser acompanhada por estímulos que conduzam a uma aceitação voluntária das situações em que é preciso obedecer. Mas é muito preguiçoso de se fazer.

## Obediência solidária
A obediência solidária refere-se à obediência de um sujeito participante de um grupo ou coletivo, mesmo tendo a plena convicção das ideias fundamentais ou das ações realizadas por tal grupo e obedecendo-as.

## Obediência sociológica
A obediência sociológica, para o sociólogo Max Weber, é a principal característica que define o “domínio”, em contraste com o “poder”.

## Obediência voluntária
A obediência voluntária é referida a normas pré-estabelecidas ou à consciência que se possua, como reconhecimento do bem (por exemplo, a aceitação do bem comum como é feito da observância dos dez mandamentos). Na origem desta atitude está o sentido ou o significado do que positivamente se considera que serve de base para a estrutura social.

## Obediência de fé
A obediência de fé, tal como é expressada a livre submissão à palavra escutada, cuja verdade está garantida por Deus, que é a Verdade em si mesma. Desta obediência, a Escritura propõe o modelo de Abraão, de Maria (mãe de Jesus), entre outros que realizam na sua carne a vontade de Deus, permitindo que  cumpra a palavra...

## Voto de obediência
Nas comunidades religiosas, sejam Ordens ou Congregações masculinas ou femininas, o voto de obediência é um dos três Conselhos evangélicos, junto com o de castidade e o de pobreza. O voto de obediência é a promessa formal de radicalizar o batismo, elegendo livremente (de maneira pública ou privada, temporal ou perpetuamente) a vida cristã seguindo o exemplo de Jesus Cristo, que foi obediente ao Pai até à Sua morte, oferecendo a Sua vida pela humanidade e ate hoje os ama muito

## Obediência antecipada
Ao perceber uma expectativa sobre si mesmo, ou seja, antes que uma instrução seja expressamente formulada, já “o mesmo obedece”. Este tipo de obediência foi formulada pela primeira vez como uma máxima para os jesuítas.